# Полидора (дочь Пелея)
Полидора (др.-греч. Πολυδώρα) — персонаж греческой мифологии из фессалийского цикла, дочь Пелея. Жена фиванца Бора, возлюбленная речного бога Сперхия. Упоминается в «Илиаде».

## В мифологии
Полидора принадлежала к роду Эакидов. Её отцом античные авторы называют Пелея, матерью — либо Антигону, дочь царя Фтиотиды Евритиона, либо Лаодамию, дочь Алкмеона, либо Евридику/Полимелу, дочь Актора. Полидора упоминается в том числе в «Илиаде», но Гомер не называет её сестрой Ахилла и, по-видимому, знает только об одной жене Пелея — Фетиде. Поэтому некоторые античные комментаторы поэмы полагали, что отцом Полидоры был не Эакид Пелей, а какой-то другой носитель этого имени. Один из схолиастов уточнил, что дочь Пелея в действительности звали Клеодора.
Полидора стала женой фиванца Бора, сына Периера, который дал за неё, по словам Гомера, «несметное вено». При этом отцом её сына Менесфия был речной бог Сперхий. По альтернативной версии, изложенной в схолиях к «Илиаде», гигант Пелор увидел Полидору во время её купания в реке Сперхий и воспылал к ней страстью. Он спрятался в воде, дождался следующего появления Полидоры и изнасиловал её. После этого и родился Менесфий — один из пяти вождей мирмидонян под Троей.
Существует и ещё одна версия мифа. Псевдо-Аполлодор, сообщив, что Полидора была дочерью Пелея, в той же главе называет её женой Пелея и дочерью Периера; соответственно именно Пелей оказывается формальным отцом Менесфия. Предположительно писатель просто запутался в генеалогиях.